# Falcatula lemairei
Falcatula lemairei är en fjärilsart som beskrevs av Philippe Darge 1973. Falcatula lemairei ingår i släktet Falcatula och familjen svärmare. Inga underarter finns listade i Catalogue of Life.